# Dariusz Goździak
Dariusz Goździak (n. 6 decembrie 1962, Sulęcin, Voievodatul Lubusz, Polonia) este un sportiv ce a reprezentat Polonia, medaliat olimpic. A participat la o ediție a Jocurilor Olimpice (1992) în care a câștigat o medalie de aur.

## Participări
Lista de mai jos prezintă principalele competiții la care a participat Dariusz Goździak de-a lungul carierei.
- Anexo:Pentatlón moderno en los Juegos Olímpicos de Barcelona 1992[*]